# Сан Джакомо Филипо
Сан Джа̀комо Филѝпо (на италиански: San Giacomo Filippo, на западноломбардски: San Giacùm, Сан Джакум) е село и община в Северна Италия, провинция Сондрио, регион Ломбардия. Разположено е на 679 m надморска височина. Населението на общината е 415 души (към 2010 г.).